# Céline Bardet
 (janvier 2023).
Si vous disposez d'ouvrages ou d'articles de référence ou si vous connaissez des sites web de qualité traitant du thème abordé ici, merci de compléter l'article en donnant les références utiles à sa vérifiabilité et en les liant à la section « Notes et références ».
Pour les articles homonymes, voir Bardet.
Céline Bardet, née le 24 avril 1972, est une juriste internationale, spécialiste des questions de crimes de guerre.

## Biographie

### Formation
Céline Bardet poursuit ses études à l'Institut des hautes études internationales de l'université Paris-Panthéon-Assas et consacre son mémoire de recherche à l'affaire Drazen Erdemovic, jugé devant le Tribunal pénal international pour l'ex-Yougoslavie.   
En 2005, elle intègre l'Institut international d’enquêtes criminelles à La Haye pour  être formée aux techniques d'enquêtes pour les cas de graves violations des droits de l'homme, crimes de guerre, génocide et crimes contre l'humanité.  

### Carrière
À 27 ans, elle commence sa carrière au Tribunal pénal international pour l'ex-Yougoslavie à La Haye, puis rejoint en 2001 le Bureau Crimes et Drogues des Nations unies où elle travaille pendant trois ans sur les questions de terrorisme et de criminalité organisée et notamment sur les évènements de septembre 2001 à New York. 
En 2004, elle décide de se consacrer aux missions longues de terrain, en priorités sur la justice post-conflit, les crimes de guerre et les questions de sécurité. Elle s'engage de manière permanente notamment au Kosovo, Serbie, Géorgie, Croatie, Inde, Maroc, Jordanie, Libye, Pakistan, Afghanistan, Iran, Nigeria, RDC, Burundi, Kenya, Asie centrale sur les questions de justice, trafic d’héroïne, trafic de personnes, corruption, justice post-conflit, violences sexuelles dans les conflits et terrorisme.
En 2007, elle est nommée directrice juridique et conseillère de l’adjoint principal du Haut Représentant en Bosnie-Herzégovine (OHR), Raffi Gregorian. Pendant plus de trois ans, elle travaille avec les victimes et les institutions locales afin de faire avancer le processus de jugements de crimes de guerre. Elle crée une unité crime de guerre à Brčko, forme une équipe de procureurs et policiers. Elle soutient par son expertise les enquêtes et plusieurs procès de crimes de guerre dont le premier procès pour viol comme crime de guerre à Brčko. Depuis 2011, Céline Bardet est une experte indépendante reconnue sur les questions de justice et de sécurité, elle travaille principalement avec la Commission européenne et les Nations unies.
En avril 2011, Céline Bardet publie Zones sensibles : une femme contre les criminels de guerre aux éditions du Toucan. Ce livre raconte ses années dans les Balkans et la difficulté de mettre en place une justice au niveau local.
En 2013, après avoir passé plusieurs mois en Libye pour conduire un état des lieux de la justice et de la police pour la Commission Européenne ; Céline Bardet  participe à une réunion à l'Assemblée Générale des Nations unies à New York. Elle y présente avec le ministre de la Justice libyen un projet pionnier de loi sur les victimes de violences sexuelles en Libye avec la Fondation ARA Pacis. Ce projet de loi donne le statut de victimes de guerre aux victimes de viols, premier pas essentiel du processus de justice. « Faire changer la honte de camp », c’est son idée permanente pour poursuivre les criminels et permettre aux victimes de se reconstruire – elle parle d’ailleurs plutôt de survivant.e.s.,.
Cette même année, Céline est contactée par Cécile Allegra pour devenir consultante sur un film documentaire. Libye – Anatomie d’un crime de guerre traite des violences sexuelles en Libye, notamment dirigées à l’encontre des hommes. C’est un film poignant qui montre le travail d’enquête nécessaire pour constituer des dossiers judiciaires, et l’impérieuse importance de ce processus indispensable à la reconstruction d’un pays. Il est présenté en avant-première au Festival du Film et Forum International sur les Droits Humains (FIFDH) à Genève en mars 2018, et y remporte un prix.

### We are NOT Weapons of War
Dans le cadre de l'invasion de l'Ukraine par la Russie en 2022, elle alerte sur la vulnérabilité des femmes face aux violences sexuelles et à l'utilisation du viol comme arme de guerre dans les conflits.

## Publication
- Céline Bardet, Zones sensibles : une femme contre les criminels de guerre, Éditions du Toucan, 2012